# Restábal
Restábal es una localidad española perteneciente al municipio de El Valle, en la provincia de Granada, comunidad autónoma de Andalucía. Está situada en la parte meridional de la comarca del Valle de Lecrín. Cerca de esta localidad se encuentran los núcleos de Saleres, Melegís, Chite, La Loma, Albuñuelas, Talará, Murchas, Mondújar y Pinos del Valle.

## Historia
Restábal fue un municipio independiente hasta 1972, cuando se fusionó junto con Melegís y Saleres en un solo municipio llamado El Valle; desde entonces ostenta la capitalidad municipal y es la sede del ayuntamiento vallés.

## Demografía
| Gráfica de evolución demográfica de Restábal entre 1842 y 1970 |
| |
| Población de derecho según los censos de población del INE Población de hecho según los censos de población del INEEn 1972 este municipio desaparece porque se agrupa en el municipio El Valle |

Según el Instituto Nacional de Estadística de España, en el año 2013 Restábal contaba con 493 habitantes censados.